# 奉納

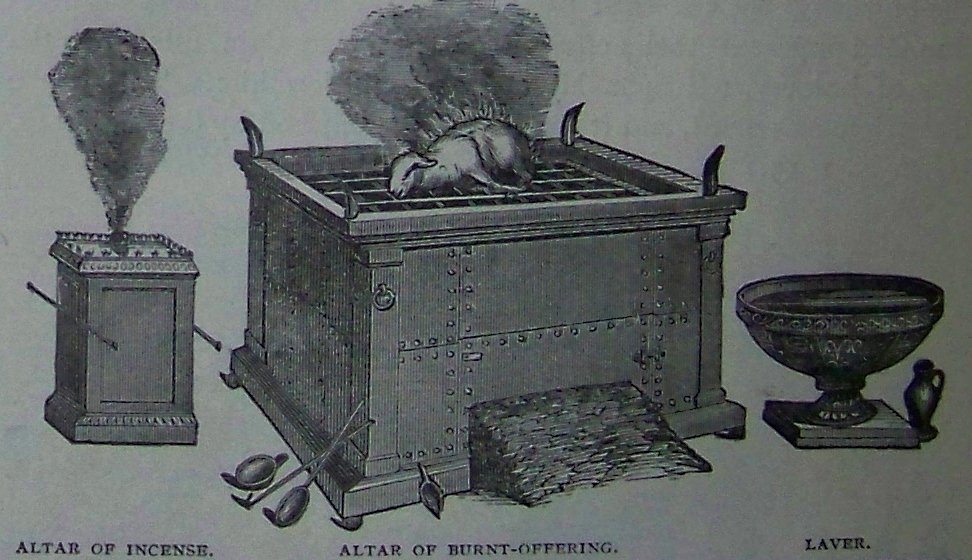
ユダヤ教の祭壇

奉納（ほうのう）とは、神仏や霊に供物を捧げる儀式。

## 日本

### 解説
古来は氏子や檀家が神仏を敬い、鎮め愉しませる目的で、人々にとって価値のあるものを供物として墓などに捧げた。生贄や人柱も奉納のひとつの姿。
日本では食物や酒、金銭や宝物等物質を納める事（鳥居、灯籠、絵馬や算額や護摩木、水晶、御神酒）などに限らず、神楽や謡曲、踊り（歌手や音楽家などが歌や楽曲演奏を実演)や武芸、山車・神輿などの練りや巡行も奉納になる。

### ギャラリー

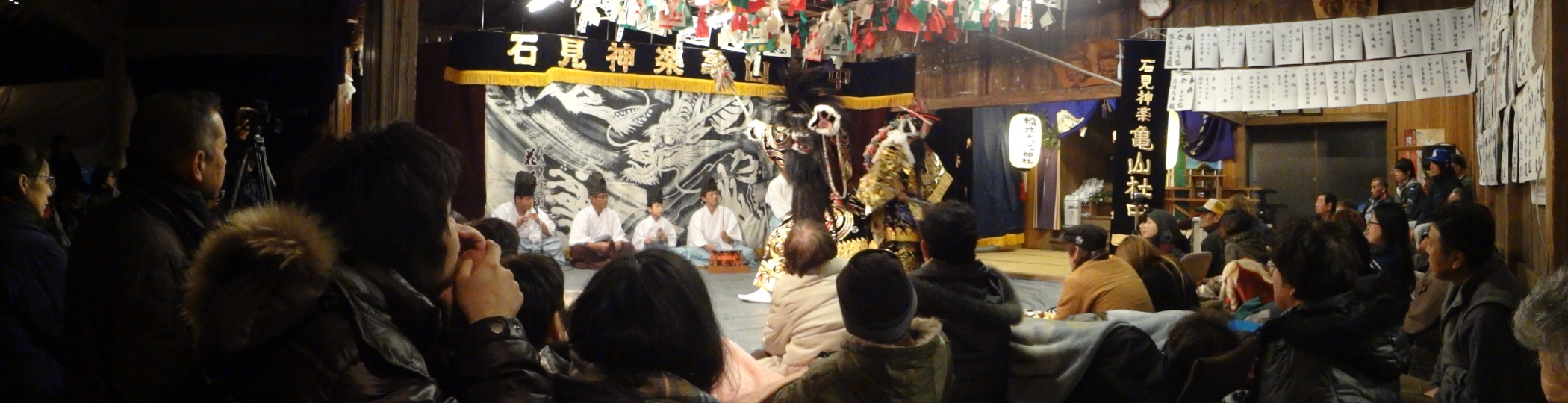
神社での石見神楽奉納の様子
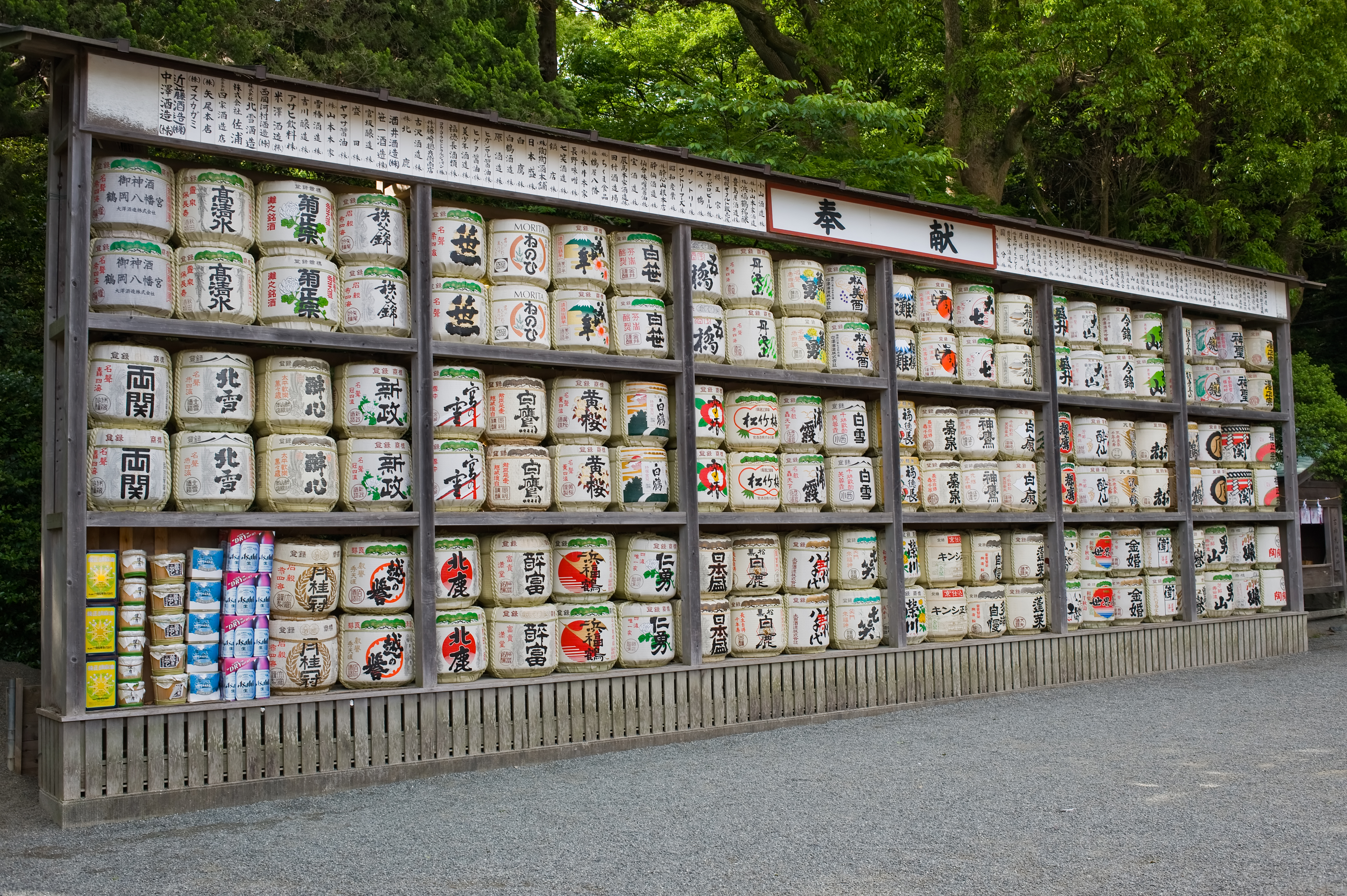
奉納酒樽（鎌倉市・鶴岡八幡宮）
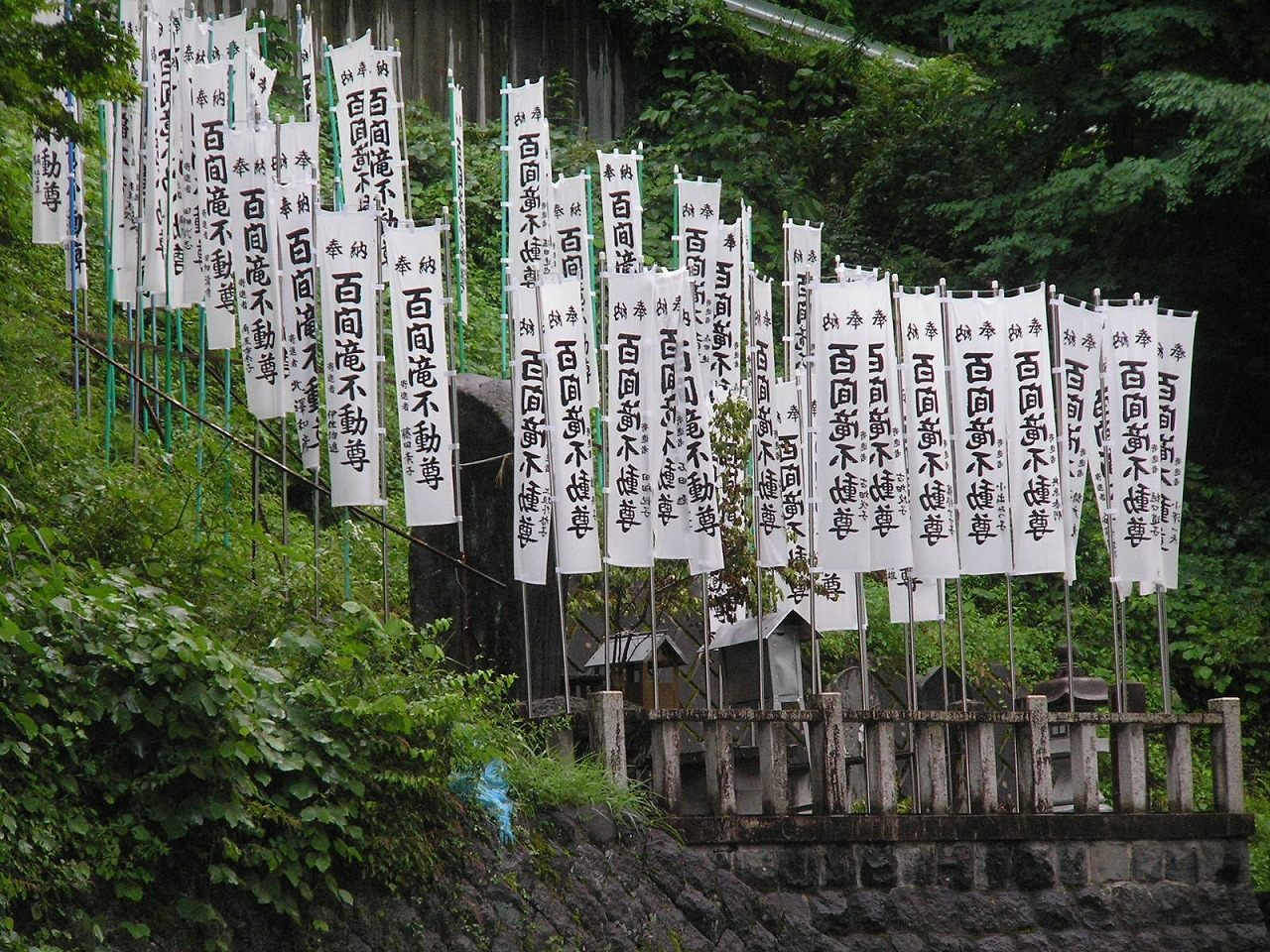
百間滝不動尊に奉納された幟（長野県木曽郡）

## 食料
旧約聖書『創世記』にて人類の祖先とされるアダムとイブの子、兄である農家のカインが農作物を、弟である羊飼いアベルが子羊の肉を捧げている。同じく、子孫のノアも洪水を生き延びた後に贄を焼く儀式を行っている。
古代ギリシャでも、神の神殿には牛などの動物の生贄や戦争で奪った武具を燃やす祭壇があり、燔祭(ホロコースト)が行われていた。神に液体を捧げる事をライベイション（英語：Libation 日本語：奉献酒・献酒・献油）と呼び、酒やオリーブオイル、乳、蜂蜜を神前に捧げたり、大地にまくなどして奉納した。
キリスト教では、オブレーション（英語：Oblation）と呼ばれ、パン（オブレート）とワインが捧げられる。このオブレートは、キリストの体、聖体を意味するほか、信仰に自らを捧げる信徒もオブレート （人）と呼ばれる。
日本で神棚や神前へ毎日奉納される食べ物は、日供（にっく）、御日供（おにっく）と呼ばれる。新嘗祭では神と人が同じものを食べる儀式（神人共食）を行い神との友好を示そうとした。
南米では、酒を飲む前に大地にこぼし、豊穣の女神パチャママに捧げる文化がある。

## 物

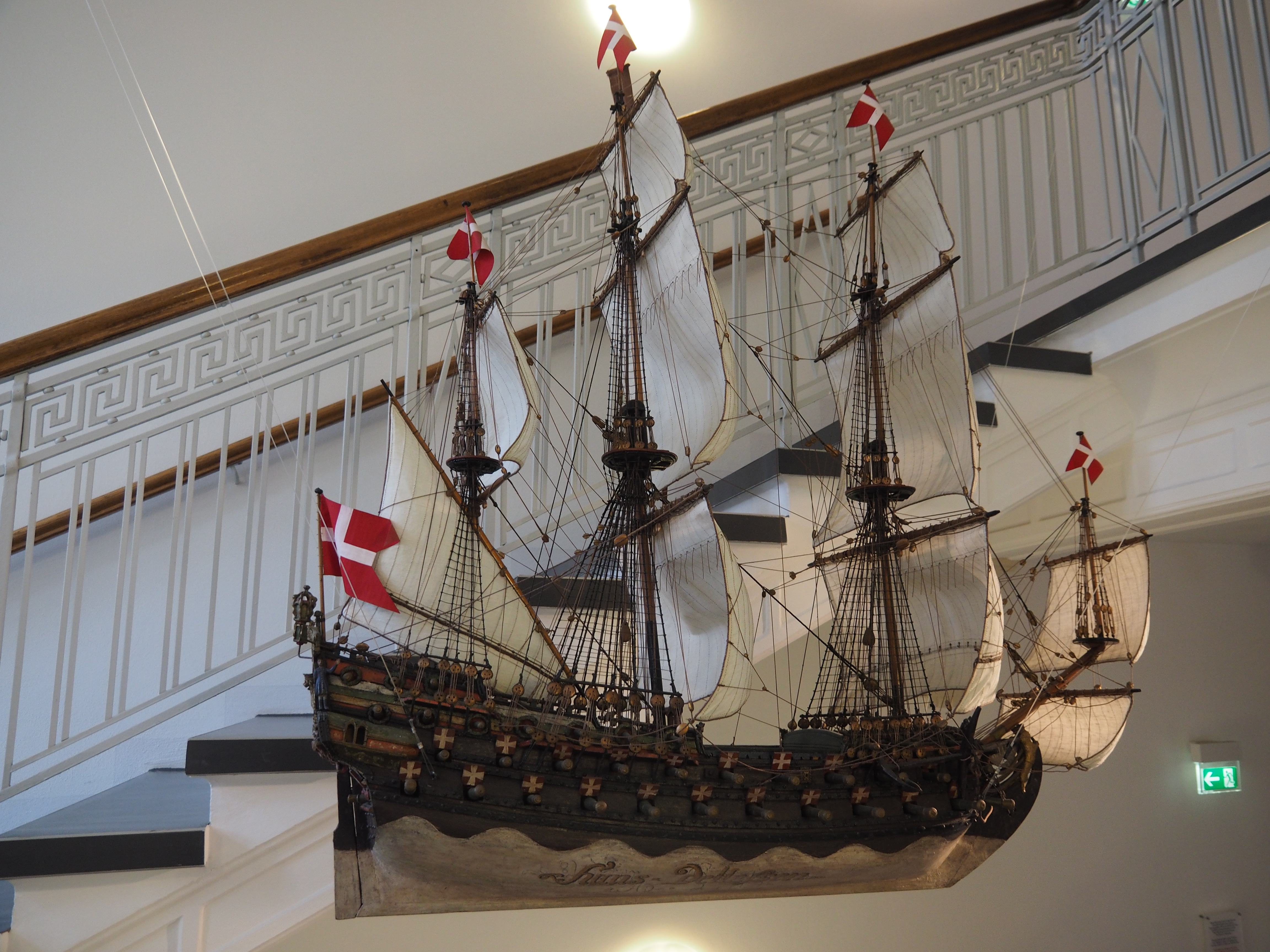
フレンスブルク海事博物館にある奉納船 Urania

- 奉納物（英語版）
- 寄進
- 賽銭、冥銭
- 絵馬
- 奉納船 - 船舶模型[4]や船絵馬などの形で奉納され、小浜市の船玉神社のように神体船としてご神体とされることもある[5]。

## 娯楽
- 奉納能、神楽
- 奉納相撲
- 奉納プロレス
- メソアメリカの球戯
- 4大祭典競技（英語版） - 古代ギリシャで開催された神に奉納される4大スポーツフェスティバル。古代オリンピックも含まれる
- ルディ (娯楽)（英語版） - ローマ時代の戦車競走や演劇、ウェーナーティオー（英語版）(競技場での野獣との戦闘)
- 聖歌、祝詞

## ミラグロ

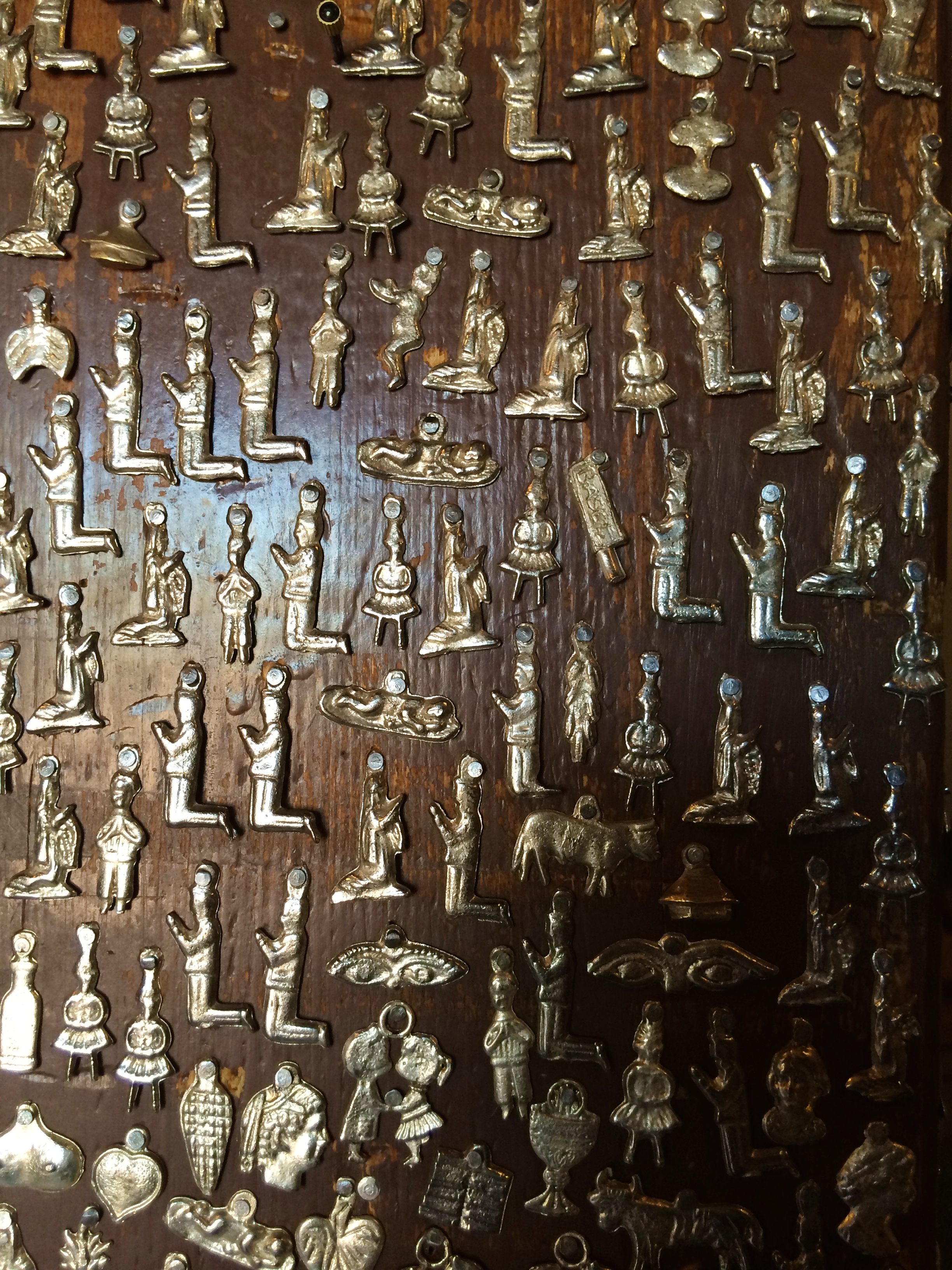
ニューメキシコ州サンタフェのサンミゲル教会のミラグロ

ミラグロ（スペイン語で奇跡）あるいはエクスヴォート(en)（奉納品）とは、古代ギリシャ・ケルト・イベリアなどにみられた病気平癒のための願掛けの習わしである。精霊に対して奇跡が起きた時の御礼が何かを明確にして祠に願掛けを行い、支援や祝福を受けたときには精霊にその御礼（奉納）を行う。現代でもラテンアメリカではよくみられる。